# Aspidolea helleri
Aspidolea helleri är en skalbaggsart som beskrevs av Höhne 1922. Aspidolea helleri ingår i släktet Aspidolea och familjen Dynastidae. Inga underarter finns listade.